# Lodowisko Bogdanka
Lodowisko Bogdanka – sztuczne lodowisko w Poznaniu.

## Historia
Lodowisko było pierwszym sztucznym lodowiskiem w historii Poznania. Położone przy ulicy Ks. Józefa i zlokalizowane pod adresem ul. Północnej 9 na Świętym Wojciechu. Nazwa pochodzi od rzeki Bogdanki, przepływającej niedaleko.
Pełnowymiarowy, niezadaszony obiekt został uruchomiony w 1967 na zapleczu rzeźni, skąd dostarczany był środek chłodzący. Inauguracyjnym meczem na obiekcie było spotkanie towarzyskie Polska-NRD 17 grudnia 1967, zakończone wygraną gości 3:0.
Obiekt wykorzystywany był dla celów dydaktycznych (lekcje WF) i rekreacyjnych. Nie istniały przy nim profesjonalne kluby sportowe, choć funkcjonowały szkółka łyżwiarstwa figurowego i amatorski klub hokejowy. Powierzchnia wynosi 1200 m².
W 1982 na lodowisku rozegrany został ostatni ligowy mecz w hokeju na lodzie w Wielkopolsce. Swoje istnienie kończyła wówczas drużyna Tarpan Poznań.
W 1994 lodowisko zostało zamknięte ze względów bezpieczeństwa – obawiano się wycieku amoniaku używanego jako czynnik chłodzący ze skorodowanej instalacji. Z powodu upadku rzeźni i wynikających z tego potencjalnych trudności z chłodzeniem tafli, lodowisko przez wiele lat nie funkcjonowało. Początkowo nieużywany teren, z czasem został zamieniony w plac manewrowy dla kandydatów na kierowców.
Lodowisko otwarto ponownie w roku 2005 (w międzyczasie uruchomiono taflę przy jeziorze Malta), wykorzystując początkowo połowę wcześniej dostępnej tafli, a następnie trzy czwarte. Latem, na lodowisku znajdowało się boisko do siatkówki plażowej.
4 listopada 2020 poinformowano o zamknięciu lodowiska. W jego miejscu zaplanowano powstanie Muzeum Powstania Wielkopolskiego. W styczniu 2023 rozpoczęto likwidację lodowiska.